# Wolf-Bodo Lixenfeld
Wolf-Bodo Lixenfeld es un deportista alemán que compitió para la RFA en vela en la clase Laser. Ganó una medalla de plata en el Campeonato Europeo de Laser de 1985.

## Palmarés internacional
| \| Campeonato Europeo \| Campeonato Europeo \| Campeonato Europeo \| Campeonato Europeo \| \| Año \| Lugar \| Medalla \| Clase \| \| ------------------ \| ------------------ \| ------------------ \| ------------------ \| \| 1985 \| Cascaes (Portugal) \| Medalla de plata \| Laser \| |                    |                  |       |
| Campeonato Europeo |                    |                  |       |
| Año | Lugar              | Medalla          | Clase |
| 1985 | Cascaes (Portugal) | Medalla de plata | Laser |